# Dominik Prokop (Abt)
Dominik Prokop OSB (* 6. August 1890 in Ottendorf; † 6. April 1970 in Rohr in Niederbayern) war Abt der Stifte Břevnov, Broumov und Rohr.

## Leben
Karl Prokop, so der Geburtsname, wurde in Ottendorf bei Braunau geboren. In Braunau besuchte er das Gymnasium und studierte anschließend Theologie in Prag. 1915 wurde er zum Priester geweiht. Danach studierte er Philosophie in Prag und wurde 1920 Gymnasialprofessor für Deutsch und Tschechisch am Stiftsgymnasium in Braunau. 1919 promovierte er zum Dr. phil. Bald gehörte Dominik Prokop der geistlichen Leitung in Böhmen an. So war er nach dem Tod des Bischofs Josef Gross auch als Nachfolger in Leitmeritz im Gespräch. 1926 wurde er mit 36 Jahren zum Abt der Doppelabtei Břevnov-Broumov (Breunau-Braunau) gewählt. Der Sudetendeutsche brachte für die Übernahme dieses Amtes in der politisch angespannten Lage der 1920er Jahre wichtige Voraussetzungen mit: väterlicherseits hatte er tschechische Ahnen und er beherrschte die Sprache fließend. Im Jahr 1939 kam es schließlich aufgrund der nationalen Spannungen zur Trennung der beiden Häuser: die deutschen Benediktiner verblieben unter Abt Dominik in Braunau, während die tschechischen Mönche in Brevnov eine unabhängige Abtei mit einem eigenen Klostervorsteher bekamen.
Nach dem Zweiten Weltkrieg am 27. November 1945 aus der Tschechoslowakei vertrieben, kam er 1946 auf Vermittlung des Mettener Abtes Corbinian Hofmeister nach Rohr in Niederbayern, wo er seinen Konvent in dem während der Säkularisation aufgelassenen Augustiner-Chorherrenstift sammelte und 1947 das Johannes-Nepomuk-Gymnasium Rohr i.NB. gründete. Die Unsicherheit der damaligen Zeit zeigt ein Eintrag in seinem Tagebuch, das posthum in Auszügen veröffentlicht wurde, im Jahr 1945: „In den Monaten Januar und Februar 1945 ergießt sich ein Flüchtlingsstrom aus Schlesien über die Stadt Braunau und das Umland. Ich stehe den ganzen Tag unter dem lähmenden Gedanken, wir müssen alles liegen lassen und fort. Vergeblich frage ich mich wohin … Herr dein Wille geschehe.“ Dominikus Prokop engagierte sich für seine Landsleute in den Vertriebenenorganisationen, darunter der Ackermann-Gemeinde. Zugleich setzte er sich schon früh für eine Verständigung und einen friedlichen Ausgleich zwischen Tschechen und Deutschen ein. Er stand der Abtei bis zu seiner Resignation 1969 vor. Ihm zu Ehren wurde der Klostervorplatz in Rohr in Niederbayern nach ihm benannt.